# クロノファイル
クロノファイルとは、バックミンスター・フラーが提唱した個人の人生の活動記録であり情報管理法である。
彼は、その生涯において自らの活動における、ありとあらゆる膨大なその記録を「クロノグラフ」と命名して残した。
それは、単に日誌と呼ぶ範疇にとどまらず、自らの研究におけるアイデアや活動の記録のみならず、日々の生活の支払いの請求書・領収証、関わった人達との書簡、小切手、チケットなど思いつく限りのものを時系列にしてファイリングした紙ベースのバックミンスター・フラーという人物のデータベースとも言えるものである。
その膨大なある人物の軌跡を表したログとも言えるものから、フラーは自らの行為の誤りとその正しさを主張する根拠とした。
彼の思想の土台とも言える文書録ともいえる。

## 引用元
- 『クリティカル・パス―人類の生存戦略と未来への選択』バックミンスター・フラー、 梶川 泰司　訳 白揚社 ISBN 4826900848
- 『コズモグラフィー』バックミンスター・フラー、 梶川 泰司　訳 白揚社 ISBN 978-4-8269-0135-2